# Sopa de calducho
La sopa de calducho es una especialidad gastronómica burgalesa derivada de la elaboración de la morcilla de Burgos.

## Sinonimia
- Calducho.[1][2]

Aunque calducho es el líquido resultante de cocer las morcillas de Burgos en la marmita, muchas veces se usa este nombre simplificado para referirse a las mismas sopas de calducho listas para consumir.
- Sopas de calducho. En plural, que es la forma habitual en la que los burgaleses llaman a esta especialidad.

Procedente de la elaboración de otro tipo de morcillas, también puede recibir el nombre de calducho en otros lugares de Castilla la Vieja y de León, como en el Valle del Cuco, Valladolid, y en las provincias de Palencia y Zamora; denominándose mondongo y puchero de calducho respectivamente.

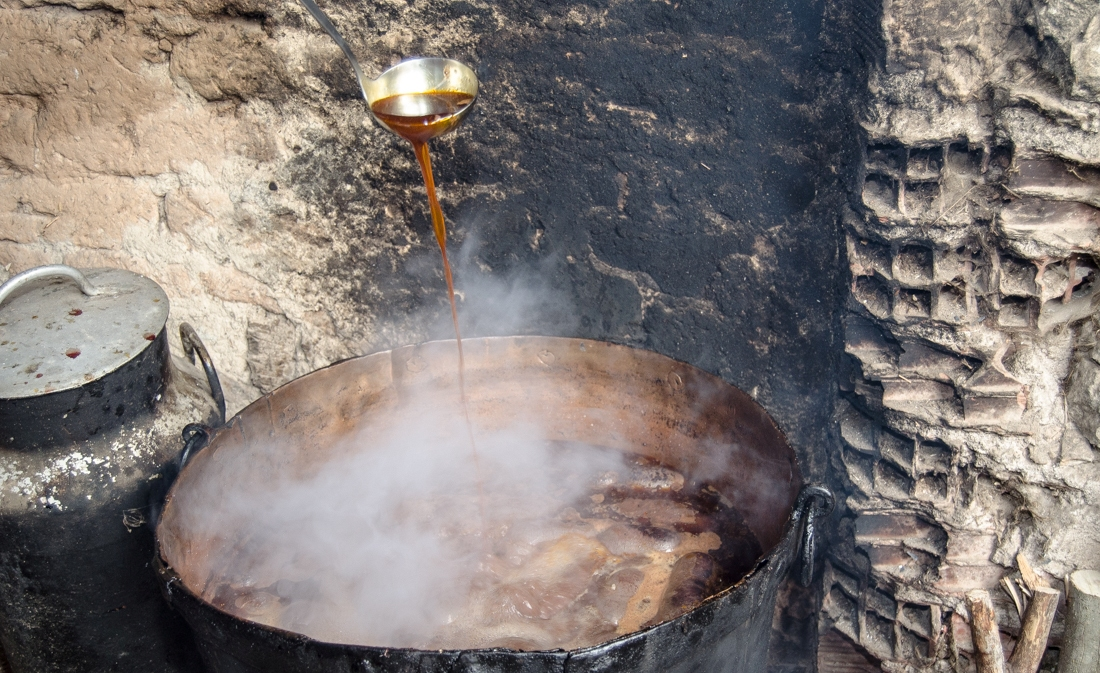
Calducho, de la marmita de cocer morcillas de Burgos.

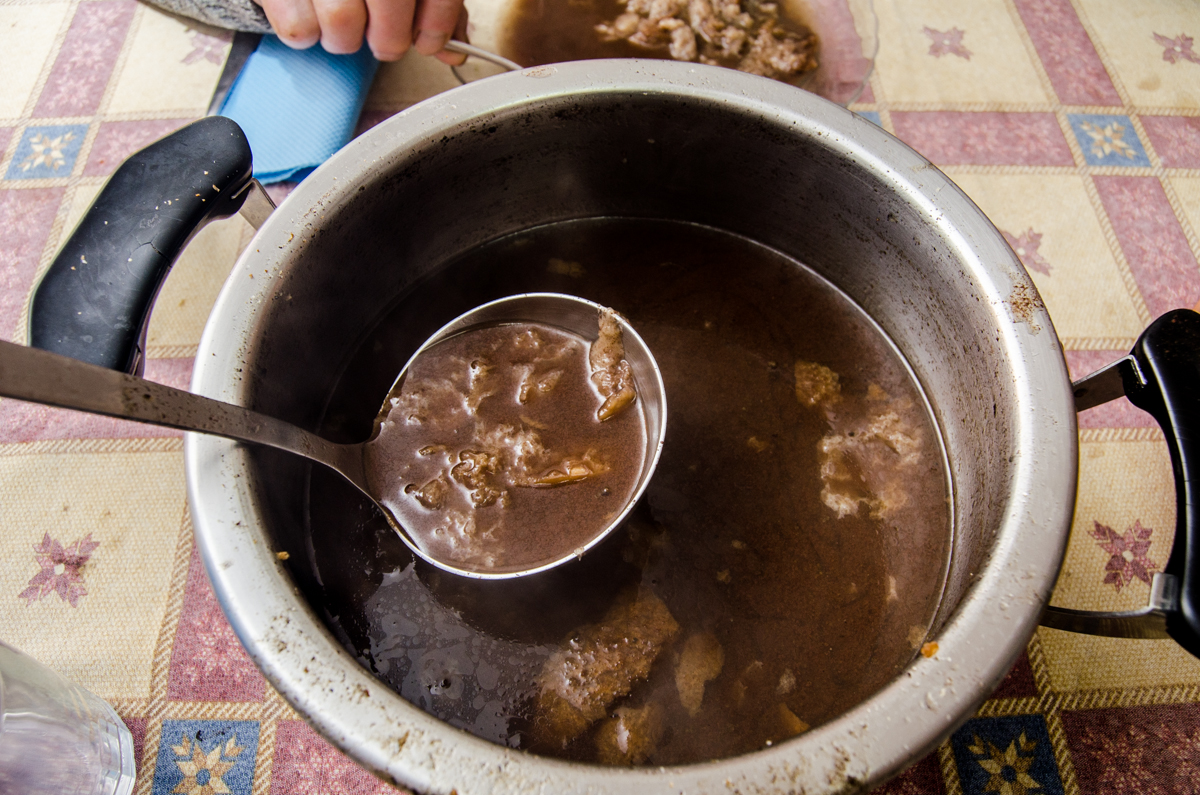
Calducho con sopas preparado para su degustación

.

## Preparación
Se pone el calducho al fuego, se le echa pan cortado en rebanadas y se lo deja cocer un rato.

Menos frecuente es consumirlas directamente de la marmita, como consomé, sin añadir las sopas.

## Características
Es un plato bastante graso, que tira a salado y algo picante. Al calducho se le puede eliminar con una cuchara parte de la grasa sobrenadante antes de añadirle las sopas.

Es, gastronómicamente hablando, un plato exquisito.

## Tradiciones
- Tras la matanza del cerdo y durante la elaboración de las morcillas de Burgos, se suele avisar a los vecinos para que lleven calducho. Es una costumbre de buena vecindad y de otra manera habría que tirar mucho producto. Los vecinos lo suelen llevar en diversos tipos de recipientes. Es común verlo llevar en botellas de vidrio.
- Se suele tomar para cenar.[2]

El calducho es el primer plato de las cenas de matanzas, y se comparte con los vecinos y amigos, acompañando al plato: un poco de hígado, alguna morcilla, y alguna tajada más de las primeras suculencias del cerdo, que las familias comparten con sus amigos.
Existe el dicho: Almuerza poco, come mucho, cena calducho y engordarás mucho.